# Miguel Itzigsohn
Miguel Itzigsohn (Bélgica, 1908-La Plata, 1978) fue un astrónomo argentino. En su trayectoria como astrónomo, descubrió quince asteroides entre 1948 y 1954, además de haber estudiado algunos cometas.

## Trayectoria
Fue director de Departamento en el Observatorio Astronómico de la Universidad Nacional de La Plata, especializándose en astrometría y mecánica celeste, entre 1955 y 1972. Fue dejado cesante por una decisión de la intervención de la UNLP en 1975. Era padre de cuatro hijos, Miguel, María Dora, Marta Paulina y Matilde, que sería secuestrada por la dictadura y desaparecida en la ESMA durante la  dictadura Argentina de 1976.
Entre 1934 y 1947 tuvo una prolífica carrera en el descubrimiento de nuevos asteroides.
Entre 1963 y 1966 se desempeñó como vocal de la Asociación Argentina de Astronomía, bajo la presidencia del Dr. Jorge Sahade y vicepresidencia del Dr. Carlos Ulrrico Cesco.

## Asteroides descubiertos
A cinco asteroides descubiertos por Itzigsohn las autoridades de ese entonces les otorgaron nombres relacionados con Eva Perón:
- Evita (#1569)
- Abanderada (#1581) - Lo descubrió el 15 de junio de 1950 desde el Observatorio Astronómico de La Plata.[7]
- Mártir (#1582) - Lo descubrió el 15 de junio de 1950 desde el Observatorio Astronómico de La Plata.[7]
- Descamisada (#1588) - Lo descubrió el 27 de junio de 1951 desde el Observatorio Astronómico de La Plata.[7]
- Fanática (#1589) - Lo descubrió el 13 de septiembre de 1950 desde el Observatorio Astronómico de La Plata.[7]

Otros asteroides descubiertos por Itzigsohnː
- (1821) Aconcagua - Lo descubrió el 24 de junio de 1950 desde el Observatorio Astronómico de La Plata.
- (1596) Itzigsohn - Lo descubrió el 8 de marzo de 1951 desde el Observatorio Astronómico de La Plata. Designado inicialmente como 1951 EV, pero más adelante fue nombrado así en honor a su descubridor.[7]
- (1608) Muñoz - Lo descubrió el 1 de septiembre de 1951 desde La Plata.[7]

Sobre el meridiano que pasa sobre la ciudad de Bay City, Míchigan, el 16 de agosto de 1958, donde y cuando nació la cantante Madonna, protagonista del film "Evita", cuatro de esos cinco asteroides se encontraban alineados, y el quinto, el denominado "Evita", estaba ubicado en una posición exactamente opuesta a Marte y en el lugar mismo en que Marte estaba ubicado el día del nacimiento de Eva Perón. Debido a esto Madonna afirmó que ella había nacido para interpretar el papel de Eva Perón.